# Csepel (Insel)
Csepel [ˈtʃɛpɛl] (deutsch Tschepele oder Eugensinsel, kroatisch Čepeljski otok oder Ada) ist eine Insel in der Donau in Ungarn, die im Norden vom südlichen Ende Budapests bis zur Gemeinde Makád-Tass im Süden reicht. Auf der Insel befindet sich die Sendeanlage Lakihegy.

## Geografie
Csepel liegt in Mittelungarn und reicht von Budapest bis Tass. Die Insel hat eine Fläche von 257 Quadratkilometern, wobei sie eine Länge von 48 Kilometern hat. Sie teilt die Donau in eine Haupt- und eine Nebenader. Erstere nennen die Ungarn „Große Donau“ (ung. Nagy-Duna), letztere „Kleine Donau“ (ung. Kis-Duna). Sowohl am nördlichen als auch am südlichen Ende der Insel befindet sich je eine Schleuse zur Regulierung des Wasserpegels in der Kis-Duna. Der nördliche Teil der Insel gehört seit Anfang der 1950er Jahre zu Budapest und bildet den 21. Gemeindebezirk.

## Infrastruktur
Am dichtesten besiedelt ist die Insel im nördlichen Teil, der als XXI. Budapester Bezirk zur Hauptstadt gehört. Darüber hinaus finden sich weiter südlich kleinere Städte und Gemeinden. Die wichtigsten sind Ráckeve, Tököl, Halásztelek und Szigetszentmiklós. An der östlichen Seite Csepels, wo die Kleine Donau fließt, befindet sich die Gubacsi-Brücke. Dieser östliche Teil wird hauptsächlich für Freizeitaktivitäten genutzt. Hier findet man zahlreiche Angelmöglichkeiten und Wassersportvereine. Am weitesten verbreitet sind Kajakfahren und Rudern. Csepel verfügt über eine eigene Vorortbahnlinie (ung. Helyiérdekű Vasút (HÉV)), die von Budapest bis Ráckeve fährt.
Auf der Insel Csepel befindet sich auch der Sender Lakihegy, dessen Mast das höchste Bauwerk Ungarns ist.

## Industrie
Die größte Industrieanlage stammt aus der Zeit vor dem Sozialismus und war die Fabrik von Manfréd Weiss. Später wurde das Werk verstaatlicht. Csepel war damit eine Hochburg der Arbeiter. Im „Eisen- und Metallwerk Csepel“ (ung. Csepel Vas- és Fémművek) wurden unter anderem Motorräder, Fahrräder und Lastkraftwagen hergestellt.
Siehe hierzu Hauptartikel: Fahrzeughersteller Csepel.
Csepel ist dennoch kein ausgesprochenes Industriegebiet.
Durch seine günstige Lage nahe an der Hauptstadt wurde in Csepel ein Freihafen an der Großen Donau errichtet.

## Literarische Bezüge
Der Schriftsteller Imre Kertész erzählt im Roman eines Schicksallosen (Kap. 2 und 3) von der Zwangsarbeit von Jugendlichen auf der Insel und der Festnahme 1944 zum Transport in die KZ Auschwitz und Buchenwald.